# Astrid Kraa
Astrid Kraa, född 21 februari 1907 i Næstved, död 11 december 1986, var en dansk skådespelare.
Kraa gick på Det Kongelige Teaters elevskola 1927–1930, och studerade under 1930-talet film och teater för Max Reinhardt i Berlin samt i England. Säsongen 1932–1933 spelade hon Nille i Jeppe på berget på Aarhus Teater, och var därefter vid flera olika danska teatrar. Hon medverkade även i film, främst i biroller, och minns särskilt som den kuvade fru Pols i Det gäller din dotter (1951) och som smörgåsjungfru i Den gamle mølle på Mols (1953).

## Filmografi
Efter Internet Movie Database:
- 1951 – Det gäller din dotter
- 1951 – Farlig resa
- 1951 – Greve Svensson
- 1953 – Den gamle mølle på Mols
- 1960 – Baronessen fra benzintanken
- 1964 – Fem mand og Rosa
- 1966 – Hvad blev der egentlig af Onkel Theodor?